# Coupe d'Europe des nations de rugby à XIII 1951-1952
Navigation
Édition précédente Édition suivante
La Coupe d'Europe des nations de rugby à XIII 1952 est la douzième édition de la Coupe d'Europe des nations de rugby à XIII, elle se déroule du 19 septembre 1951 au 23 avril 1952, et oppose l'Angleterre, la France, Autres Nationalités et le Pays de Galles. Ces quatre nations composent le premier niveau européen.
La France remporte son quatrième titre européen après l'édition 1939, 1949 et 1951.

## Les équipes

### France
| Nom                  | Âge | Matchs (Ptsmarqués) pendant l'éditon | Club         |
| -------------------- | --- | ------------------------------------ | ------------ |
| Jean Audoubert       | 27  | 1 (0)                                | Lyon         |
| Paul Bartoletti      | 25  | 3 (3)                                | Bordeaux     |
| Gilbert Benausse     | 19  | 1 (0)                                | Carcassonne  |
| Gabriel Berthomieu   | 27  | 1 (0)                                | Albi         |
| Élie Brousse         | 30  | 2 (0)                                | Lyon         |
| Vincent Cantoni      | 24  | 3 (9)                                | Toulouse     |
| André Carrère        | 19  | 1 (0)                                | Bordeaux     |
| Gaston Comes         | 28  | 1 (0)                                | XIII Catalan |
| Raymond Contrastin   | 26  | 3 (9)                                | Bordeaux     |
| Joseph Crespo        | 26  | 2 (6)                                | Lyon         |
| Jean Dop             | 27  | 1 (0)                                | Marseille    |
| René Duffort         | 28  | 1 (0)                                |              |
| Roger Guilhem        | 25  | 2 (0)                                | Carcassonne  |
| Jean Hatchondo       | 22  | 1 (0)                                | Toulouse     |
| Louis Llari          | 26  | 1 (0)                                | Carcassonne  |
| Martin Martin        | 28  | 3 (3)                                | Carcassonne  |
| Louis Mazon          | 30  | 1 (0)                                | Carcassonne  |
| Jacques Merquey      | 21  | 2 (6)                                | Marseille    |
| François Montrucolis | 26  | 2 (0)                                | Lyon         |
| Édouard Ponsinet     | 27  | 2 (0)                                | Carcassonne  |
| Puig-Aubert          | 26  | 3 (34)                               | Carcassonne  |
| François Rinaldi     | 27  | 1 (3)                                | Marseille    |
| Henri Vaslin         | 22  | 1 (3)                                | Carcassonne  |

## Classement
| Groupe |                     |   |   |   |   |    |    |     |
|        | Équipe              | J | V | N | D | PP | PC | Pts |
| 1      | France              | 3 | 2 | 0 | 1 | 76 | 42 | 4   |
| 2      | Angleterre          | 3 | 2 | 0 | 1 | 79 | 71 | 4   |
| 3      | Autres Nationalités | 3 | 2 | 0 | 1 | 57 | 56 | 4   |
| 4      | Pays de Galles      | 3 | 0 | 0 | 3 | 34 | 77 | 0   |

| 19 septembre 1951 | Angleterre          | 35 - 11 | Pays de Galles      | Knowsley Road, St Helens            |
| 3 novembre 1951   | Autres Nationalités | 17 - 14 | France              | Old Craven Park, Kingston upon Hull |
| 25 novembre 1951  | France              | 42 - 13 | Angleterre          | Stade Vélodrome, Marseille          |
| 1er décembre 1951 | Pays de Galles      | 11 - 22 | Autres Nationalités | Abertillery Park, Abertillery       |
| 6 avril 1952      | France              | 20 - 12 | Pays de Galles      | Parc Lescure, Bordeaux              |
| 23 avril 1952     | Angleterre          | 31 - 18 | Autres Nationalités | Central Park, Wigan                 |